# Bürgerrechtsklage
Bürgerrechtsklage bezeichnet eine Klage, mit der die Verletzung von Bürgerrechten geltend gemacht werden kann.
Der Begriff ist vor allem als Übersetzung des englischen Begriffs „Civil Rights Claim“ gebräuchlich, der insbesondere in den USA eine wichtige Rolle spielt.

## Deutschland
In Deutschland kann die Verletzung von Grundrechten mit jeglichem Rechtsbehelf gegen Maßnahmen der öffentlichen Verwaltung geltend gemacht werden. Da die Grundrechte Verfassungsrang haben, sind sie von allen Gerichten und Behörden zu beachten, einer speziellen Klageart bedarf es nicht. Nach Ausschöpfung des Rechtswegs kann die Grundrechtsverletzung mit der Verfassungsbeschwerde beim Bundesverfassungsgericht geltend gemacht werden.

## USA
→ 14. Zusatzartikel zur Verfassung der Vereinigten Staaten – Relevante Gerichtsverfahren
In den USA ist nach verschiedenen gesetzlichen Bestimmungen die klageweise Geltendmachung von Bürgerrechtsverletzungen garantiert. Die wichtigste dieser Bestimmungen, 42 U.S.C. Section 1983, wurde bereits 1871 durch den so genannten Ku Klux Clan Act in die Verfassung eingefügt.

## Einzelbelege
1. ↑  Volltext von 42 U.S.C. Section 1983 (englisch)